# Hülya Koçyiğit
Hülya Koçyiğit (Üsküdar, Istanbul, 22 de desembre de 1947) és una actriu de cinema turca. Ha actuat en centenars de pel·lícules i ha rebut diversos premis tant nacionals com internacionals al llarg de més de mig segle de carrera artìstica. El 2014 se li va atorgar el "Gran Premi de Cultura i Art" de la Presidència de Turquia, "per les seves grans contribucions al cinema turc". Des de 1991 és Devlet Sanatçısı (Artista de l'Estat) de Turquia.

## Vida familiar

Pòster de la pel·lícula Gülşah on Hülya Koçyiğit comparteix els rols principals amb la seva filla Gülşah Soydan (després Gülşah Alkoçlar).

Hülya Koçyiğit està casada amb l'exfutbolista internacional del Fenerbahçe Selim Soydan des del 1968 amb qui té una filla, Gülşah Soydan, la qual ha participat com a actriu infantil en diverses pel·lícules.

## Filmografia
| Any  | Pel·lícula                   | Paper               | Notes |
| ---- | ---------------------------- | ------------------- | ----- |
| 1963 | Susuz Yaz                    | Bahar               |       |
| 1963 | Genç Kızlar                  | Oya Deren           |       |
| 1964 | Adalardan Bir Yar Gelir      |                     |       |
| 1964 | Affetmeyen Kadın             |                     |       |
| 1964 | Ahtapotun Kolları            |                     |       |
| 1964 | Aslan Marka Nihat            |                     |       |
| 1964 | Ayşecik Çıtı Pıtı Kız        |                     |       |
| 1964 | Bir İçim Su                  |                     |       |
| 1964 | Döner ayna                   |                     |       |
| 1964 | Hepimiz kardeşiz             |                     |       |
| 1964 | Katilin Kızı                 | Nazan               |       |
| 1964 | Kavga Var                    |                     |       |
| 1964 | Keşanlı                      |                     |       |
| 1964 | Plajda Sevişelim             |                     |       |
| 1964 | Son Tren                     | Pelin               |       |
| 1964 | Taşralı Kız                  | Hülya Işık          |       |
| 1964 | Vurun Kahpeye                | Aliye Öğretmen      |       |
| 1965 | Aşk ve İntikam               |                     |       |
| 1965 | Dudaktan Kalbe               |                     |       |
| 1965 | Hıçkırık                     |                     |       |
| 1965 | Hülya                        |                     |       |
| 1965 | İli Yavrucak                 |                     |       |
| 1965 | Kadın İsterse                | Matmazel Nadya      |       |
| 1965 | Lafını Balla Kestim          |                     |       |
| 1965 | Nazar Değmez İnşalla         |                     |       |
| 1965 | Posta Güvercini              | Şahiser             |       |
| 1965 | Serseri Aşık                 |                     |       |
| 1965 | Sevgili Öğretmenim           |                     |       |
| 1965 | Sevgim ve Gururum            | Zerrin Bağdatlı     |       |
| 1965 | Tehlikeli Adımlar            |                     |       |
| 1965 | Uzakta kal sevgilim          |                     |       |
| 1965 | Yalancı                      |                     |       |
| 1965 | Yıldızların Altında          |                     |       |
| 1966 | Aşk Mücadelesi               |                     |       |
| 1966 | Damgalı Kadın                |                     |       |
| 1966 | Denizciler Geliyor           |                     |       |
| 1966 | Detli Gönüller               |                     |       |
| 1966 | Dişi Düşman                  | Asuman              |       |
| 1966 | İntikam Ateşi                |                     |       |
| 1966 | Karanlıklar Meleği           | Gül                 |       |
| 1966 | Kaderde Birleşenler          |                     |       |
| 1966 | Kıskanç Kadın                | Nevin Seden         |       |
| 1966 | Kumarbazın İntikamı          | Leyla               |       |
| 1966 | O Kadın                      | Ayşe                |       |
| 1966 | Ölmek mi yaşamak mı          | Hülya               |       |
| 1966 | Seni Seviyorum               |                     |       |
| 1966 | Siyahlı Kadın                |                     |       |
| 1966 | Vahşi Sevda                  |                     |       |
| 1966 | Yiğit Yaralı Olur            |                     |       |
| 1967 | Çıldırtan Dudaklar           |                     |       |
| 1967 | Deli Fişek                   |                     |       |
| 1967 | Hırçın Kadın                 |                     |       |
| 1967 | Dokuzuncu Hariciye Koğuşu    | Nüzhet              |       |
| 1967 | Gül Ağacı                    |                     |       |
| 1967 | Kardeş Kavgası               |                     |       |
| 1967 | Ringo Gestapoya Karşı        |                     |       |
| 1967 | Parmaklıkların Arkasından    |                     |       |
| 1967 | Samanyolu                    |                     |       |
| 1967 | Seni Affedemem               |                     |       |
| 1967 | Söyleyin Genç Kızlara        |                     |       |
| 1967 | Utanç Kapıları               |                     |       |
| 1967 | Yağmur Çiselerken            |                     |       |
| 1967 | Üvey Ana                     |                     |       |
| 1967 | Yanık Kalpler                |                     |       |
| 1967 | Yaralı Kuş                   |                     |       |
| 1968 | Cemile                       |                     |       |
| 1968 | Kadın Asla Unutmaz           |                     |       |
| 1968 | Hicran Gecesi                |                     |       |
| 1968 | Funda                        |                     |       |
| 1968 | Dağları Bekleyen Kız         |                     |       |
| 1968 | Kırmızı Fener Sokağı         |                     |       |
| 1968 | Kara Sevda                   |                     |       |
| 1968 | Sevemez Kimse Seni           |                     |       |
| 1968 | Kezban                       |                     |       |
| 1968 | Sarmaşık Gülleri             |                     |       |
| 1968 | Sus Kimseler Duymasın        |                     |       |
| 1968 | Vahşi bir erkek sevdim       | Gül                 |       |
| 1968 | Yalan Yıllar                 |                     |       |
| 1968 | Yasemin'in Tatlı Aşkı        |                     |       |
| 1969 | Boş Çerçeve                  | Alev                |       |
| 1969 | Ölmüş Bir Kadının Mektupları |                     |       |
| 1969 | Kınalı Yapıncak              |                     |       |
| 1969 | Kızıl Vazo                   | Azize Sönmezoğlu    |       |
| 1969 | Kızım ve Ben                 | Leyla               |       |
| 1969 | Sen Bir Meleksin             |                     |       |
| 1969 | Uykusuz Geceler              |                     |       |
| 1969 | Yarın Başka Bir Gündür       | Gül Fatma Kunt      |       |
| 1970 | Güller ve Dikenler           |                     |       |
| 1970 | Kezban Roma'da               |                     |       |
| 1970 | Kalbimin Efendisi            |                     |       |
| 1970 | Saadet Güneşi                | Semra               |       |
| 1970 | Seven Ne Yapmaz              | Sevda               |       |
| 1970 | Söz Müdafaanın               | Selma Alkan         |       |
| 1970 | Sürtük                       | Canan Alev, Naciye  |       |
| 1970 | Yaralı Ceylan                |                     |       |
| 1970 | Zeyno                        |                     |       |
| 1971 | Adını Anmayacağım            |                     |       |
| 1971 | Bebek Gibi Maşallah          | Leyla Erdem Yılmaz  |       |
| 1971 | Beklenen Şarkı               |                     |       |
| 1971 | Beyoğlu Güzeli               | Alev Aker           |       |
| 1971 | Bütün Anneler Melektir       | Selma               |       |
| 1971 | Kezban Paris'te              | Kezban              |       |
| 1971 | Hayatım Senindir             | Leyla Sonay, Nermin |       |
| 1971 | Senede Bir Gün               |                     |       |
| 1971 | Severek Ayrılalım            |                     |       |
| 1971 | Sezercik Yavrum Benim        |                     |       |
| 1971 | Son Hıçkırık                 |                     |       |
| 1971 | Üç Arkadaş                   |                     |       |
| 1971 | Yağmur                       |                     |       |
| 1971 | Yarın Ağlayacağım            |                     |       |
| 1972 | Azat Kuşu                    |                     |       |
| 1972 | Gökçe Çiçek                  |                     |       |
| 1972 | Kaderimin Oyunu              |                     |       |
| 1972 | Sev Kardeşim                 |                     |       |
| 1972 | Sezercik Aslan Parçası       |                     |       |
| 1972 | Tanrı Misafiri               |                     |       |
| 1972 | Zehra                        |                     |       |
| 1973 | Düğün                        |                     |       |
| 1973 | Hayat Bayram Olsa            |                     |       |
| 1973 | Gelin                        |                     |       |
| 1973 | İki Bin Yılın Sevgisi        |                     |       |
| 1973 | Rabia                        |                     |       |
| 1973 | Siyah Gelinlik               |                     |       |
| 1973 | Yeryüzünde Bir Melek         |                     |       |
| 1974 | Çirkin Dünya                 |                     |       |
| 1974 | Diriliş                      |                     |       |
| 1974 | Diyet                        |                     |       |
| 1974 | El Kapısı                    |                     |       |
| 1975 | Bir Araya Gelemeyiz          |                     |       |
| 1975 | Gülşah                       |                     |       |
| 1975 | Çirkef                       |                     |       |
| 1975 | İşte Hayat                   |                     |       |
| 1976 | Gülşah Küçük Anne            |                     |       |
| 1976 | Şoför                        |                     |       |
| 1977 | Sensiz Yaşayamam             |                     |       |
| 1977 | İstasyon                     |                     |       |
| 1978 | Evlidir Ne Yapsa Yeridir     |                     |       |
| 1979 | Almanya Acı Vatan            |                     |       |
| 1981 | Herhangi Bir Kadın           |                     |       |
| 1982 | Gazap Rüzgarı                | Avukat Selma        |       |
| 1983 | Derman                       |                     |       |
| 1984 | Firar                        | Ayşe Sarıca         |       |
| 1985 | Kurbağalar                   |                     |       |
| 1986 | Dikenli Yol                  |                     |       |
| 1987 | Bez Bebek                    |                     |       |
| 1988 | Gece Dansı Tutsakları        |                     |       |
| 1988 | Pononte Fener                |                     |       |
| 1989 | Hiçbir Gece                  |                     |       |
| 1989 | Karılar Koğuşu               |                     |       |
| 1991 | Bir Kadın                    |                     |       |
| 2001 | Şelale                       | Semra               |       |
| 2003 | Hababam Sınıfı Merhaba       | Fatoş Hoca          |       |
| 2007 | Hicran Sokağı                | Zümrüt              |       |